# Львівський військовий округ
Львівський військо́вий о́круг (ЛьвВО) — одиниця військово-адміністративного поділу в СРСР, один із військових округів, що існував у період з 1944 по 1946 рр.

## Історія
Львівський військовий округ був утворений 16 травня 1944 року на звільненій від німецьких військ території Західної України. Включав Волинську, Рівненську, Тарнопільську, Чернівецьку, Львівську, Дрогобицьку, Станіславську і Житомирську області.
Управління округу — в Рівному, з серпня 1944 року — у Львові. Управління округу сформоване на базі польового управління військ 31-ї армії.
У ході війни виконав значну роботу по формуванню резервних з'єднань і частин і підготовці маршевих підрозділів для діючої армії. У 1945 році частина території була включена до складу знов сформованого Прикарпатського військового округу, залишилися Волинська, Рівненська, Львівська, Дрогобицька, Житомирська і частина Кам'янець-Подільської областей.
Розформований 6 травня 1946 року. Територія округу була включена до складу Прикарпатського військового округу.

## Командування

### Командувачі військ округу
- Генерал-лейтенант Смирнов Ілля Корнилович (16 травня 1944 — липень 1945)
- Генерал-полковник Попов Маркіан Михайлович (липень 1945 — червень 1946)

### Начальники штабу округу
- Генерал-майор Городецький Микола Васильович (серпень 1944 — листопад 1944)
- Генерал-майор Тер-Гаспарян Геворк Андрійович (листопад 1944 — липень 1945)
- Генерал-майор Городецький Микола Васильович (липень 1945 — червень 1946)

### Члени Військової ради округу
- Генерал-майор Батраков Петро Капітонович (травень 1944 — червень 1946)

### Начальники Політичного управління військового округу
- Генерал-майор Лисицин Федір Якович (1945 — червень 1946)